# 鍾崇武
鍾崇武（1517年—？），字季烈，江西南昌府南昌縣人，民籍，明朝政治人物。

## 生平
嘉靖二十二年（1543年）癸卯科江西鄉試第五名舉人。嘉靖二十九年（1550年）中式庚戌科會試第十名，三甲第二百零一名進士。选授吴江县知县，三十二年丁父忧。後擢升刑部主事，因妻子病故，未赴任。

## 家族
曾祖鍾叔顯〔鼎页〕；祖父鍾光；父鍾任（1479年-1553年），字重宣，號廓菴，壽官。母田氏。具庆下。兄鍾崇文，壬子舉人、壬戌进士。